# Trasó
Trasó (en llatí Thrason, en grec antic Θράσον) fou un escultor grec.
El menciona Estrabó que diu que va veure diverses obres seves al temple d'Àrtemis a Efes, i entre elles les estàtues de Penèlope i Euriclea. És probablement el mateix escultor del grup dels que Plini diu que van fer athletas et armatos et renatores sacrificantesque. (Naturalis Historia 34.8. s. 19.34.).
Se l'ha confós amb un escultor de nom Estrató de Pel·lene que apareix en una inscripció d'una estàtua dedicada a Àrtemis, però com que va viure al segle ii en temps de Trajà i d'Hadrià, ha de ser un personatge diferent al que esmenta Plini.